# Богатищево (станция)
Богатищево — железнодорожная станция Павелецкого направления Московской железной дороги в городском округе Кашира Московской области. По основному характеру работы является промежуточной, по объёму работы отнесена к 5 классу. Входит в Рязанский центр организации работы железнодорожных станций ДЦС-2 Московской дирекции управления движением.
С южной стороны рядом со станцией находится одноимённый посёлок Богатищево, а к югу в 2 километрах одноимённая деревня Богатищево. 
К северо-востоку от станции вдоль железнодорожной линии в 600 метрах проходит автодорога P114 Кашира—Узловая. К северо-западу от станции находится переезд местной автодороги.
Станция находится на участке Ожерелье — Михайлов, который впервые в СССР был электрифицирован на переменном токе (20 кВ) в 1955—1956 годах. Но в 1989 году участок Ожерелье — Узуново переведён с переменного тока на постоянный ток — это единственный случай в истории электрификации советских и российских железных дорог.

## Описание
Всего на станции 4 транзитных пути: два главных № II, I и два боковых: к северу путь №6, к югу №3. 
На станции две высокие боковые пассажирские платформы для пригородных электропоездов. Северная платформа №2 (на Москву) у пути №6, южная №1 (на Узуново) у пути №3. Есть вокзальное здание с южной стороны.
Станция является транзитной для всех пригородных электропоездов. Движение от станции возможно:
- На северо-запад: на Ожерелье и далее на Москву-Павелецкую
- На юго-восток: на Узуново

Участок обслуживается пригородными электропоездами депо «Домодедово». Работают электропоезда маршрута:
- Москва-Пасс.-Павелецкая — Узуново (8 пар по будням, 11 пар по выходным)
  - Один из этих поездов по будням следует не из Москвы, а по маршруту Домодедово — Узуново